# Westertimke
Westertimke település Németországban, azon belül Alsó-Szászország tartományban. Lakosainak száma 446 fő (2023. december 31.).

## Népesség
A település népességének változása:
| Lakosok száma | 446  | 451  | 436  | 436  | 452  | 446  |
|               | 2016 | 2017 | 2019 | 2021 | 2022 | 2023 |